# الساح، ایلینوی
الساح (به انگلیسی: Elsah) یک روستا در ایالات متحده آمریکا است که در ایلینوی واقع شده‌است. الساح ۲٫۸۳ کیلومتر مربع مساحت و ۶۷۳ نفر جمعیت دارد و ۱۳۱٫۹۸ متر بالاتر از سطح دریا واقع شده‌است.